# Aulagromyza buhri
Aulagromyza buhri is een vliegensoort uit de familie van de mineervliegen (Agromyzidae). De wetenschappelijke naam van de soort is voor het eerst geldig gepubliceerd in 1938 door de Meijere.